# Sergueï Maslennikov
Pour les articles homonymes, voir Maslennikov.
Sergueï Evguenievitch Maslennikov (en russe : Сергей Евгеньевич Масленников), né le 18 avril 1982 à Oufa, est un coureur russe du combiné nordique. 

## Palmarès

### Jeux Olympiques
| Épreuve / Édition | Épreuve / Édition | Turin 2006                       | Vancouver 2010                   |
| Par équipes       | Par équipes       | 9e                               | -                                |
| Sprint            | Sprint            | 43e                              | Épreuve inexistante à cette date |
| Gundersen         | Gundersen         | 10e                              | Épreuve inexistante à cette date |
| Gundersen         | PT                | Épreuve inexistante à cette date | 42e                              |
| Gundersen         | GT                | Épreuve inexistante à cette date | 36e                              |

### Championnats du monde
Il a obtenu comme meilleurs résultats deux dixièmes places en épreuve par équipes (2005 et 2009) ainsi qu'une vingtième place à la mass-start (départ en ligne) en 2009.

### Coupe du monde
- Meilleur classement général : 24e en 2005
- Meilleure performance individuelle : 10e à deux reprises

### Coupe continentale
- Une victoire ( Erzurum en décembre 2010),
- une deuxième place ( Iiyama en février 2004),
- trois troisièmes places ( Tarvisio, janvier 2004,  Park City, décembre 2005 &  Klingenthal, mars 2006),
- meilleur classement final : dixième en 2004.